# جون كالان (محامي)
جون كالان (بالإنجليزية: John Callan)‏ هو محامي نيوزيلندي، ولد في 1844، وتوفي في 20 أبريل 1928.